# Dominique Bouligny
Charles Dominique Joseph Bouligny, född 22 augusti 1773 i New Orleans, död 4 mars 1833 i New Orleans, var en politiker från Louisiana. Han representerade Louisiana i USA:s senat 1824-1829.
Bouligny fick amerikanskt medborgarskap år 1803 i samband med Louisianaköpet. Han arbetade som advokat i New Orleans.
Bouligny efterträdde 1824 Henry Johnson som senator för Louisiana. Han efterträddes 1829 av Edward Livingston.
Bouligny är begravd på Saint Louis Cemetery No. 1 i New Orleans.